# Křesín
Křesín település Csehországban, a Litoměřicei járásban. Křesín Klapý, Peruc, Libochovice, Koštice és Evaň településekkel határos. Lakosainak száma 322 fő (2024. január 1.).

## Népesség
A település lakosságának változását az alábbi diagram mutatja:
| Lakosok száma | 601  | 639  | 668  | 521  | 377  | 289  | 329  | 339  | 325  | 322  |
|               | 1869 | 1890 | 1921 | 1950 | 1980 | 2001 | 2017 | 2019 | 2022 | 2024 |